# Buste de Guillaume Tell
 (décembre 2016).
Pour les articles homonymes, voir Guillaume Tell (homonymie).
Les « Buste de Guillaume Tell » sont des timbres suisses d'usage courant qui ont été vendus de 1914 à 1934. Dans ce rôle, ils ont servi avec les « Fils de Guillaume Tell » et l'allégorie « Buste d'Helvétie ».
Ces timbres ont été réalisés par Richard Kissling et gravés par Jean Springler, d'après la statue de Guillaume Tell portant son arc avec son fils, érigée à Altdorf.
Le timbre a été émis sous forme de feuilles, carnets, roulettes, parfois se tenant avec les deux autres timbres d'usage courant. Les variétés sont nombreuses, dont des têtes-bêches.

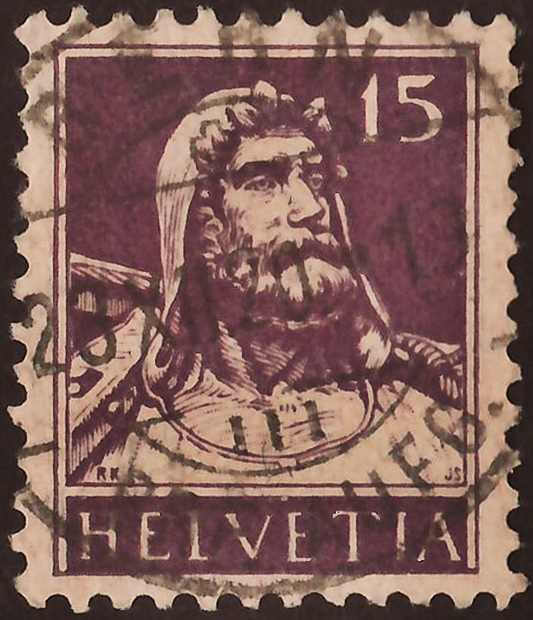
Année 1918, valeur nominale 15 centimes.
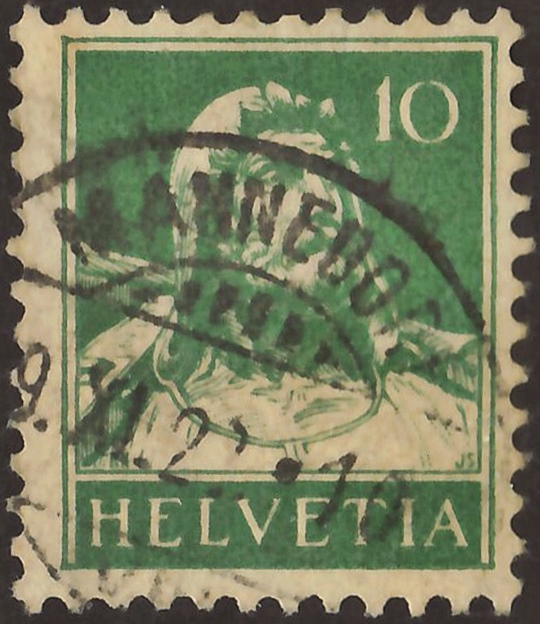
Année 1921, valeur nominale 10 centimes.
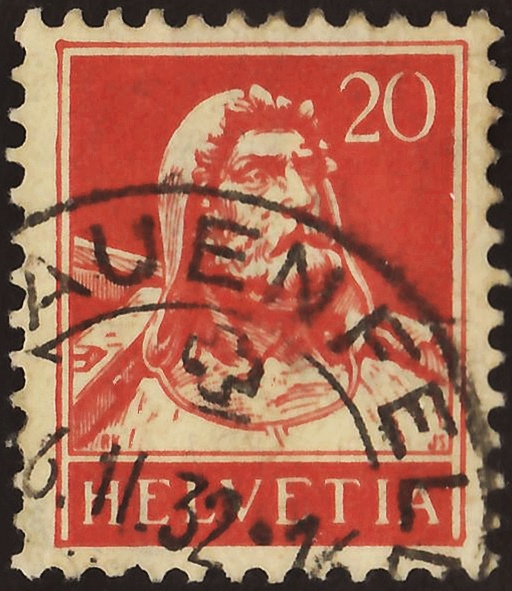
Année 1921, valeur nominale 20 centimes.
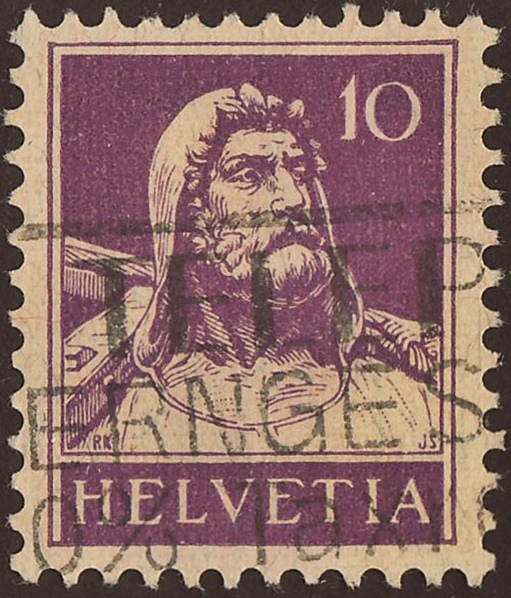
Année 1930, valeur nominale 10 centimes.
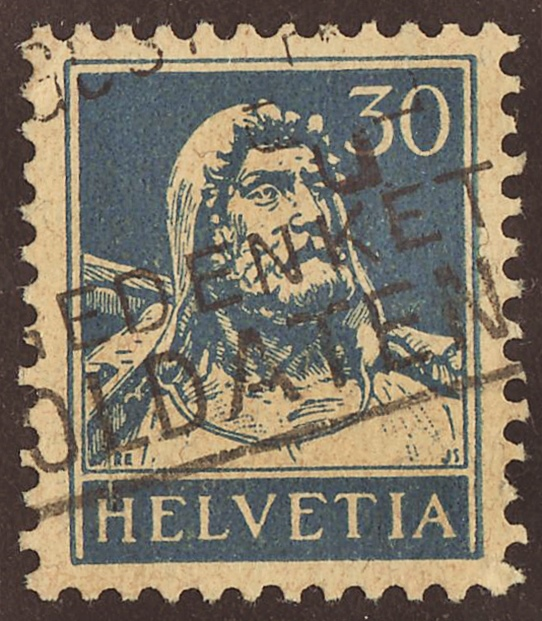
Année 1932, valeur nominale 30 centimes.
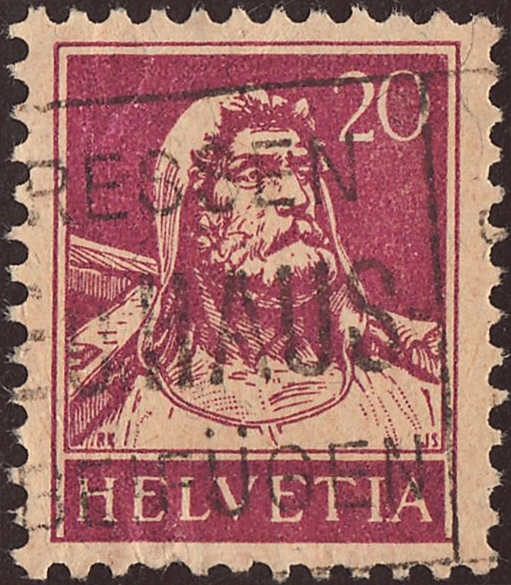
Année 1932, valeur nominale 20 centimes.